# Hendrick van Oostende
Hendrick van Oostende (ca. 1585 – ca. 1635) was een Vlaamse kaperkapitein die actief was in het eerste derde van de 17e eeuw, tijdens de Tachtigjarige Oorlog. Hij voer vanuit de haven van Duinkerke en werkte in dienst van de Spaanse Kroon. Van Oostende stond bekend om zijn succesvolle aanvallen op Nederlandse en Engelse koopvaardijschepen, waarmee hij aanzienlijke schade toebracht aan de handelsvloot van de Republiek der Zeven Verenigde Nederlanden.

## Biografie
Hendrick van Oostende werd rond 1585 geboren in de Zuidelijke Nederlanden, vermoedelijk in of nabij Oostende, wat zijn naam verklaart. Over zijn jeugd is weinig bekend. In het begin van de 17e eeuw sloot hij zich aan bij de Duinkerker kapers, een groep particuliere kapiteins die met een kaperbrief namens Spanje opereerden tegen de opstandige Republiek.
Van Oostende ontwikkelde zich tot een van de meest succesvolle Duinkerker bevelhebbers. Hij specialiseerde zich in het onderscheppen van handelskonvooien op de Noordzee en langs de Vlaamse kust. Volgens Spaanse kronieken voer hij met een kleine maar goed getrainde bemanning, die zich wist aan te passen aan het ondiepe vaarwater rond Vlaanderen.

## Kapersuccessen
Tussen 1620 en 1635 wist Van Oostende meerdere Nederlandse koopvaardijschepen buit te maken, waaronder vrachtschepen met graan, hout en zout. Zijn acties hadden grote economische impact en werden regelmatig genoemd in rapporten van de Staten-Generaal. In Spaanse bronnen wordt hij ook vermeld onder de naam Enrique de Ostende.
Er zijn aanwijzingen dat Van Oostende in 1628 deelnam aan een gezamenlijke operatie met andere Duinkerker kapers onder leiding van Jacob Collaart, waarbij zij probeerden de Hollandse vissersvloot te vernietigen. Hoewel deze expeditie slechts gedeeltelijk slaagde, versterkte het zijn reputatie als gevreesde kapitein.

## Laatste jaren en overlijden
Over zijn laatste jaren is weinig met zekerheid bekend. Vermoedelijk bleef hij tot ca. 1635 actief als kaperkapitein. Enkele kronieken suggereren dat hij toen sneuvelde bij een gevecht met de Staatse vloot, maar sluitend bewijs ontbreekt.

## Nalatenschap
Hendrick van Oostende wordt gezien als een voorbeeld van de rol die Duinkerker kapers speelden in de zeestrijd tijdens de Tachtigjarige Oorlog. In Spaanse en Vlaamse archieven wordt hij herhaaldelijk genoemd als een effectieve en gevreesde bevelhebber.